# Браунли, Марк
Марк Браунли (англ. Mark Brownlee; род. 26 ноября 1942, Крайстчерч) — новозеландский гребец, выступавший за сборную Новой Зеландии по академической гребле в 1960-х годах. Участник двух летних Олимпийских игр.

## Биография
Марк Браунли родился 26 ноября 1942 года в Крайстчерче, Новая Зеландия.
Как и братья, учился в школе-интернате St Bede's College в Крайстчерче. В это время серьёзно занимался академической греблей, состоял в местной команде, неоднократно принимал участие в различных регатах местного значения.
Впервые заявил о себе в гребле на взрослом международном уровне в сезоне 1964 года, когда вошёл в основной состав новозеландской национальной сборной и благодаря череде удачных выступлений удостоился права защищать честь страны на летних Олимпийских играх в Токио. В составе экипажа-восьмёрки, куда также вошли гребцы Александр Кларк, Питер Дилейни, Джон Гиббонс, Джордж Патерсон, Тони Попплуэлл, Реймонд Скиннер, Алан Уэбстер и рулевой Дуглас Пулман, сумел квалифицироваться лишь в утешительный финал В и расположился в итоговом протоколе соревнований на 11 строке.
В 1968 году благополучно прошёл отбор на Олимпийские игры в Мехико. На сей раз совместно с такими гребцами как Алан Уэбстер, Вибо Велдман, Алистэр Драйден, Джон Хантер, Джон Гиббонс, Том Джаст, Гил Ковуд и рулевым Робертом Пейджем в восьмёрках был близок к призовым позициям — в главном финале пришёл к финишу четвёртым, уступив экипажам из Западной Германии, Австралии и Советского Союза.
Впоследствии работал агентом по продаже недвижимости в компании Harcourts International. Воспитал сына Скотта Браунли, который тоже стал достаточно известным гребцом, участвовал в трёх Олимпийских играх.
Его племянник Джерри Браунли является высокопоставленным политиком, многолетним членом Парламента Новой Зеландии от Национальной партии.